# Pháo đài Kraków

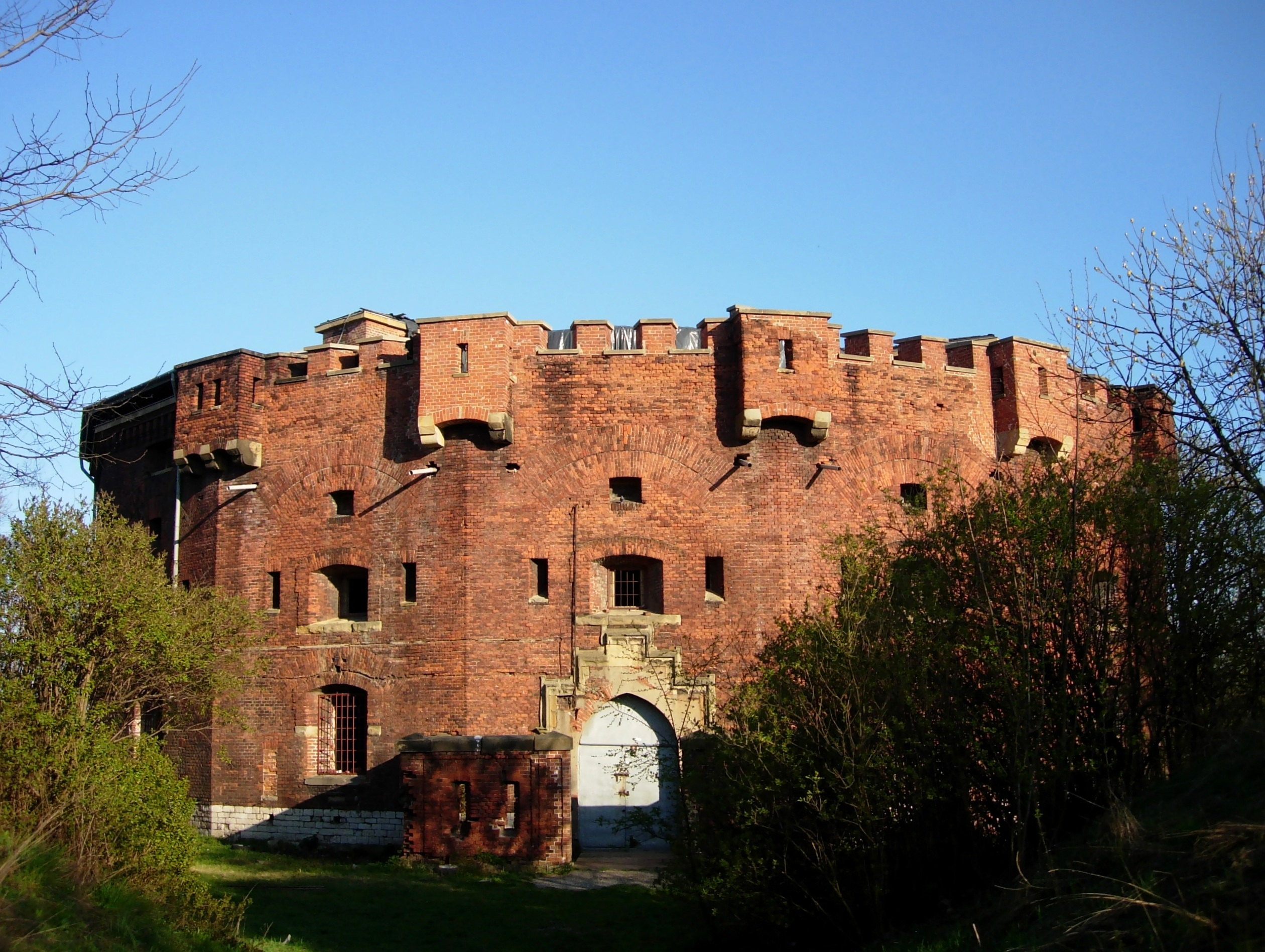
Pháo đài Áo-Hung 31 Benedykt

Pháo đài Kraków (Ba Lan: Twierdza Kraków, Đức: Festung Krakau) đề cập theo nghĩa hẹp đến công sự của đế quốc Áo-Hung thế kỷ 19, và theo nghĩa rộng hơn - đến công sự kết nối với nhau trong Kraków, Ba Lan, trong đó có công sự Khởi nghĩa Kosciuszko từ thế kỷ 18, và lâu đài thời trung cổ Wawel và các bức tường thành phố.

## Danh sách các công trình

### Thành cổ
- Pháo đài thành Wawel

### Vòng trong
Pháo đài
- Pháo đài III "Kleparz"

Pháo đài thành cổ
- Pháo đài 2 "Kosciuszko" - Được xây dựng xung quanh gò Kościuszko vào năm 1850-56, và được thiết kế bởi Franz von Pidoll Quintenbock, Felix Księżarski và Bernard von Caboga. Ngày nay, pháo đài là nơi tọa lạc của một bảo tàng dành cho Kosciuszko, đài phát thanh RMF FM, một khách sạn và quán cà phê.

Pháo đài tháp
- Pháo đài 31 "Pháo đài Thánh Benedict" (tiếng Ba Lan: Pháo đài św. Benedykta) - một trong ba pháo đài duy nhất còn sót lại được xây dựng ở Podgórze vào giữa thế kỷ 19 để bảo vệ sông Vistula và con đường đến Lviv. Nó nằm trên đỉnh vách đá Krzemionki trên đồi Lasota và lấy tên theo nhà thờ St. Benedict liền kề. Pháo đài nhanh chóng mất đi tính hữu dụng vào những năm 1890. Kể từ đó, nó được sử dụng như một doanh trại quân đội Áo và được chuyển đổi thành nhà ở vào những năm 1950. Ngày nay, nó chứa đầy đồ đạc và vật liệu xây dựng bị bỏ hoang. Pháo đài gần đây đã được chuyển trở lại thành tài sản của thành phố Kraków, với kế hoạch cải tạo đang chờ phê duyệt.
- Pháo đài 32 "Krzemionki" - Pháo đài tháp duy nhất được xây dựng ngoài Pháo đài 31 "Thánh Benedict" trong Pháo đài Krakow. Vào thế kỷ 18 và 19, pháo đài đã được điều chỉnh để làm doanh trại. Khoảng năm 1954, pháo đài đã bị phá hủy để nhường chỗ cho việc xây dựng tòa nhà Truyền hình Krakow.

### Vòng ngoài
Pháo đài bọc thép
- Pháo đài 52a "Łapianka"

## Hình ảnh

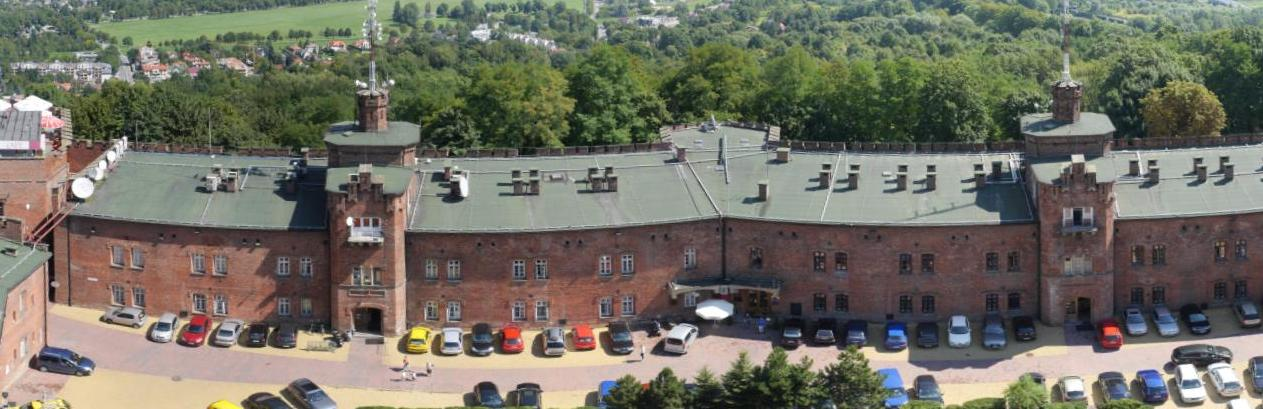
Toàn cảnh pháo đài 2 "Kosciuszko"
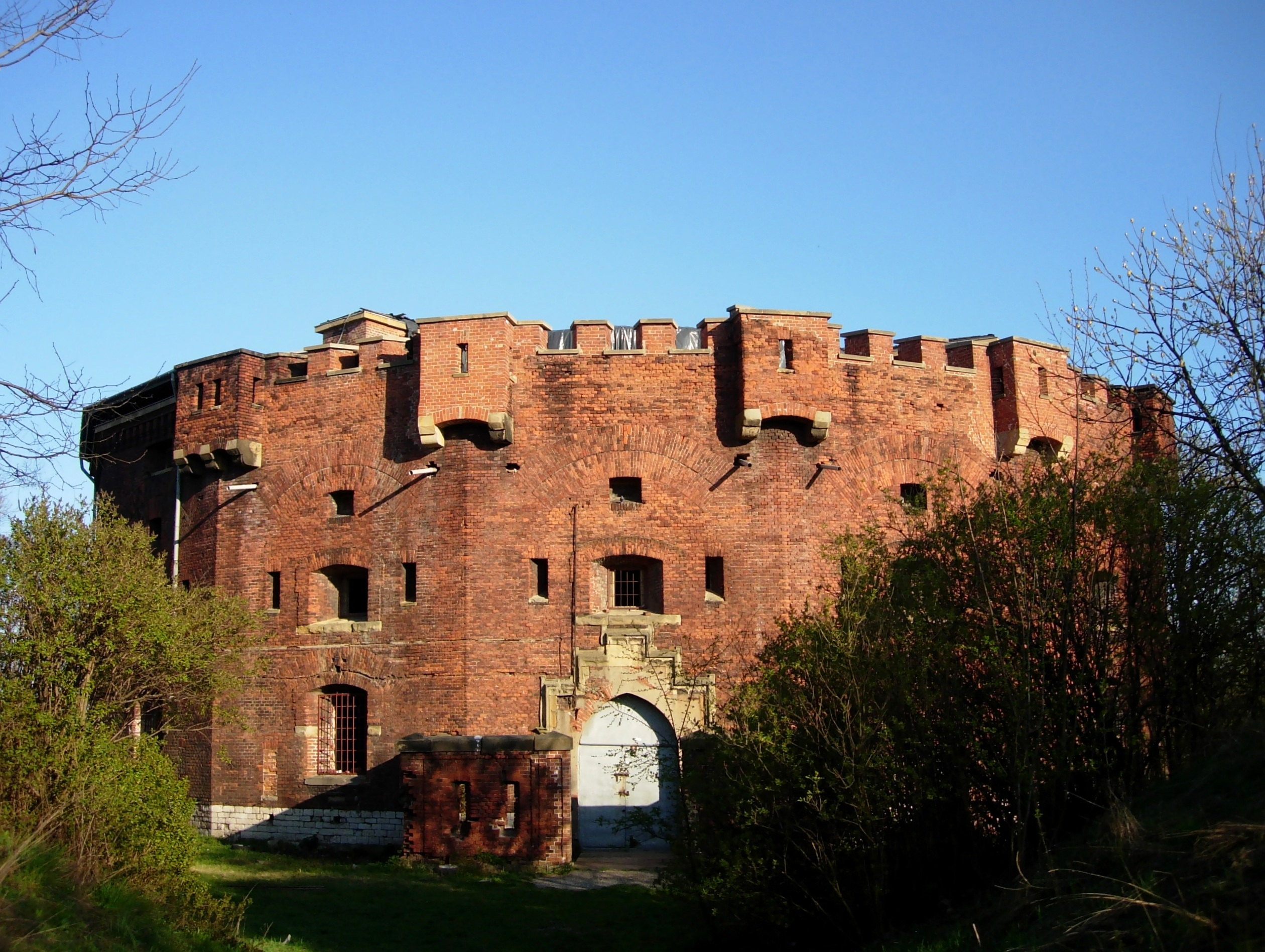
Pháo đài Áo-Hung 31 Benedykt
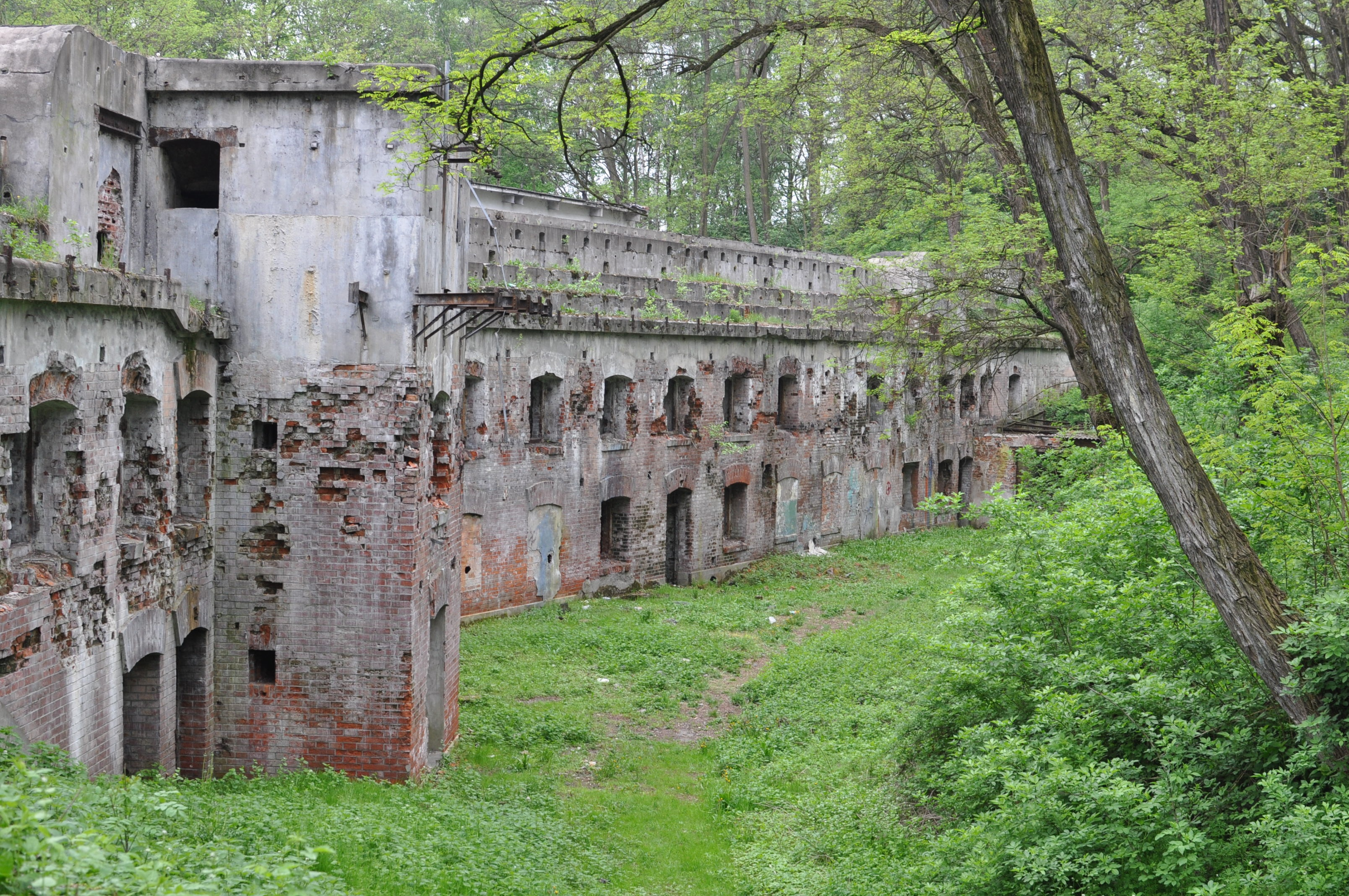
Pháo đài 52a "Łapianka"
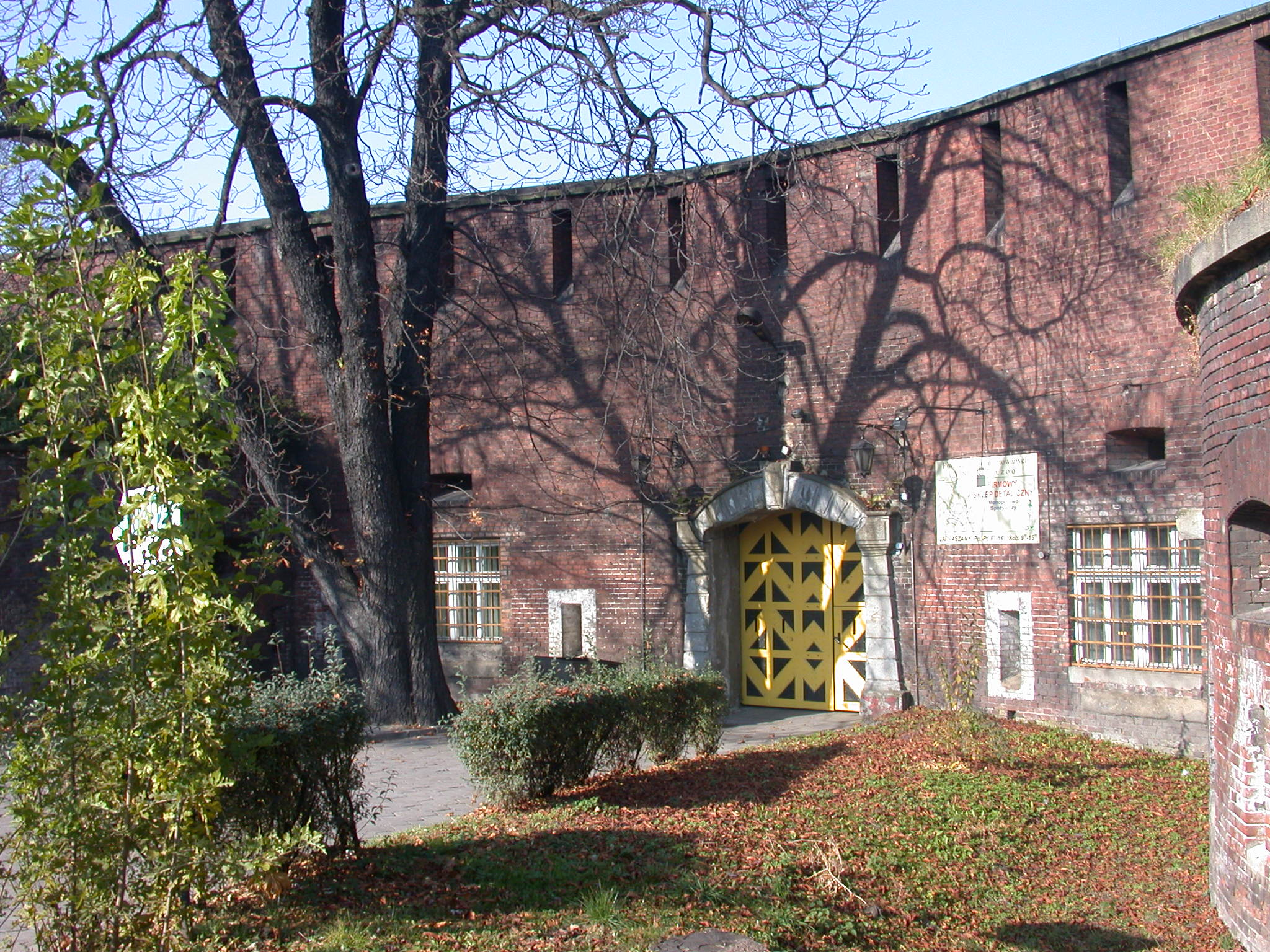
Pháo đài III "Kleparz"